# Хаммарлунд, Паулина
Паулина Луиза Хаммарлунд (швед. Pauline Louise Hammarlund; род. 7 мая 1994, Стокгольм) — шведская футболистка клуба «Юргорден» и сборной Швеции.

## Биография

### Ранние годы
До 15 лет Паулина играла в хоккей с шайбой в составе команды мальчиков, однако после сотрясения мозга и травмы руки покинула его. Вследствие этого она занялась футболом.

### Клубная карьера
Воспитанница школы клуба «Скуго-Тронгсунд», фарм-клуба команды «Хаммарслунд». Дебютировала в возрасте 16 лет в основной команде «Тюресё». В 2013 году перешла в «Линчёпинг», где поиграла один год. В 2014 и 2015 годах выступала за «Питео», где стала надёжным нападающим: отличилась 16 раз, отдала три голевые передачи. В 2015 году Хаммарлунд заняла 3-е место в списке лучших футболисток Швеции.
Перед наступлением 2016 года она подписала двухлетний контракт с «Гётеборгом», придя на замену ушедшей из клуба голландской футболистке Манон Мелис. За «Гётеборг» отличилась 12 раз, отдав 4 голевых паса.

### Карьера в сборной
Хаммарлунд привлекается в сборные с 2010 года. За сборную до 17 лет сыграла 8 матчей, за сборную до 19 лет — 27 матчей, за сборную до 23 лет — 14 матчей. Дебютировала в основной женской сборной Швеции 17 сентября 2015 года матчем против Молдавии. К марту 2017 года провела 16 игр, забив 4 гола. Серебряный призёр летних Олимпийских игр в Рио-де-Жанейро.